# Przędza
Przędza – wyrób włókienniczy o strukturze walcowatej, ciągłej, powstający przez skręcenie pasma włókien w procesie przędzenia. Przędzenie może być wykonywane chałupniczo (ręcznie) lub przemysłowo w przędzalni (mechanicznie). Przędza jest półproduktem do produkcji tkanin, dzianin, koronek, plecionek, lin, nici itp.

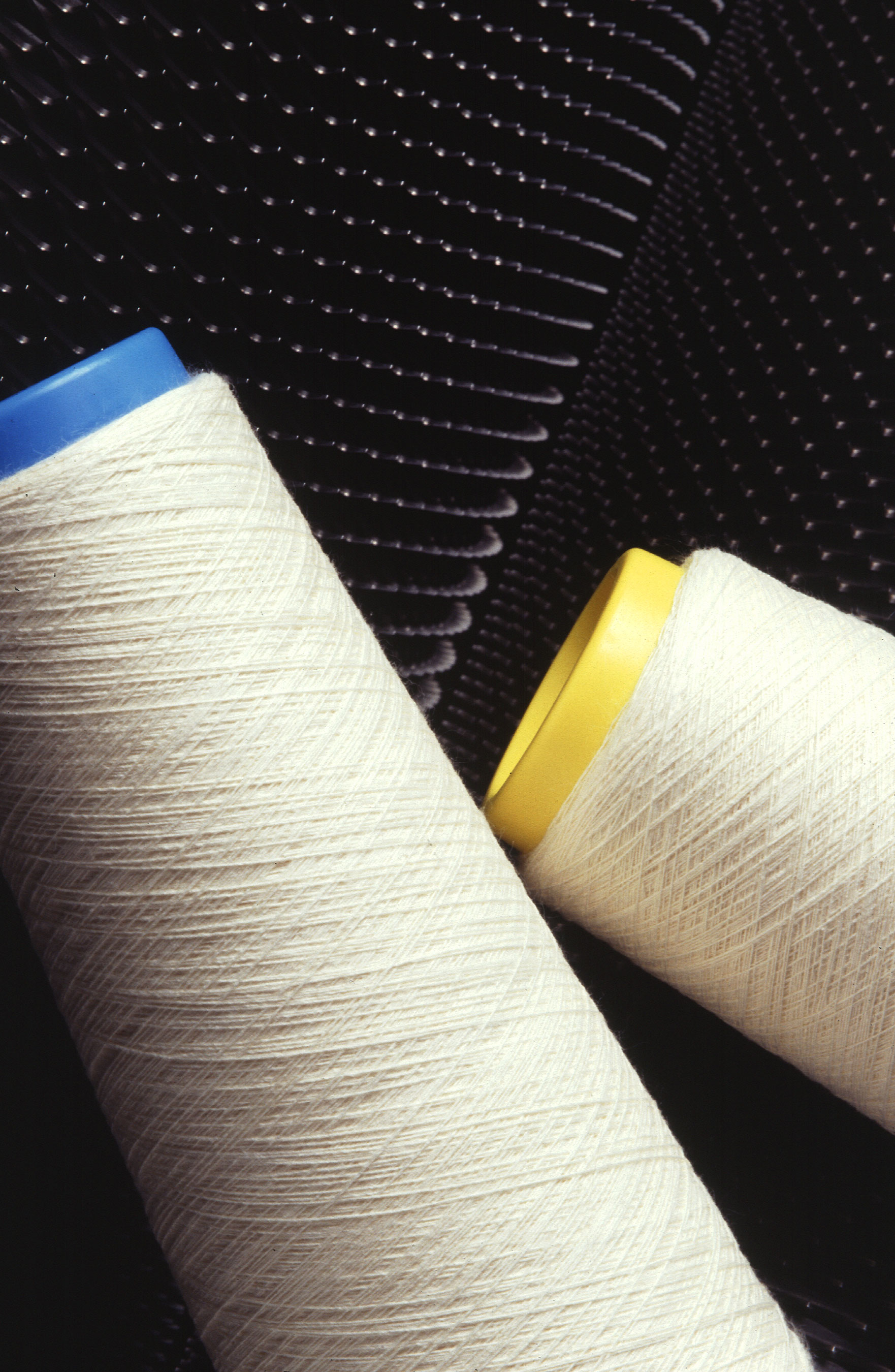
Przędza bielona na nawojach krzyżowych, stożkowych

Pierwsza maszyna przędzalnicza Jenny

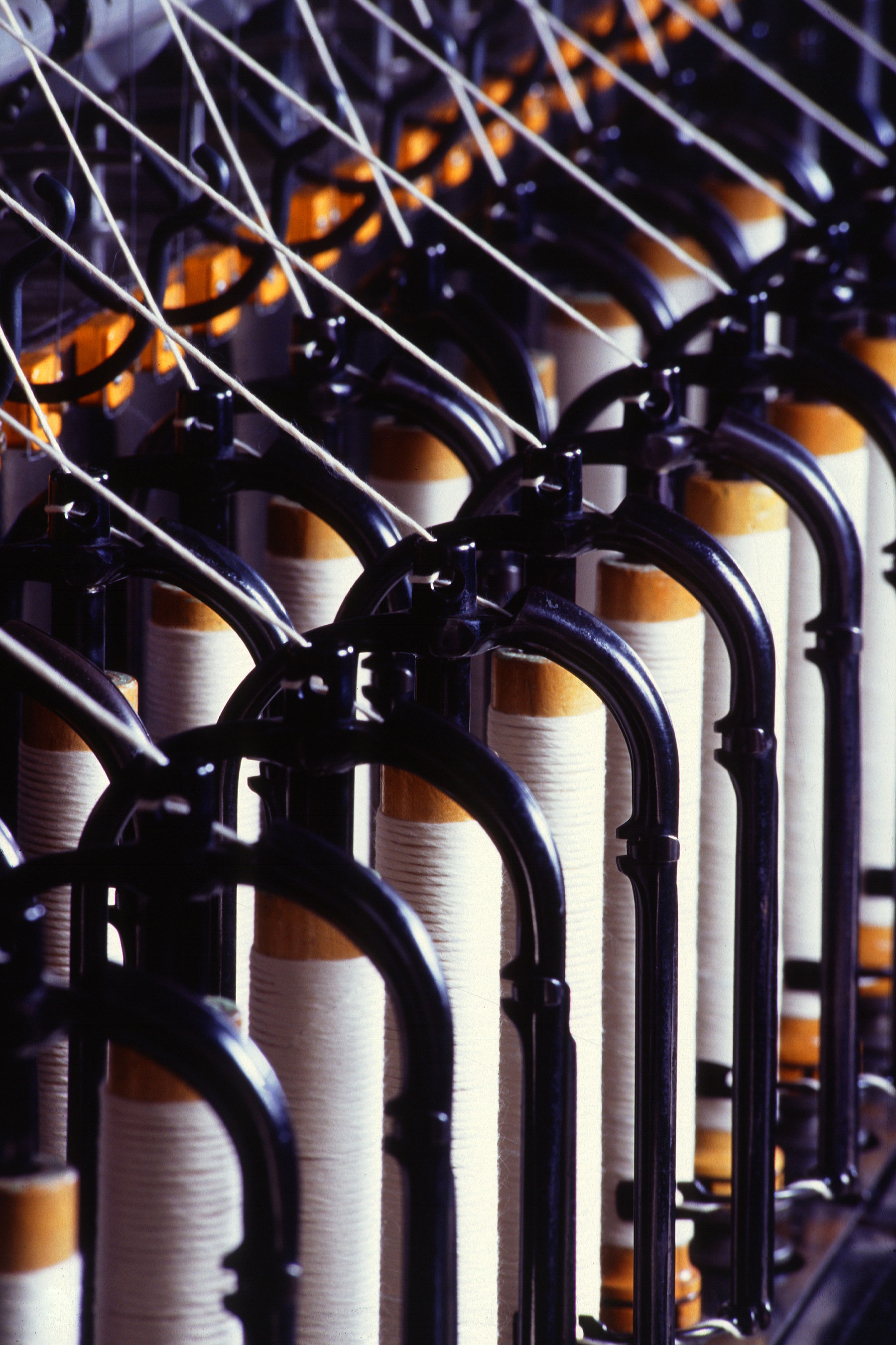
Przędzarka skrzydełkowa

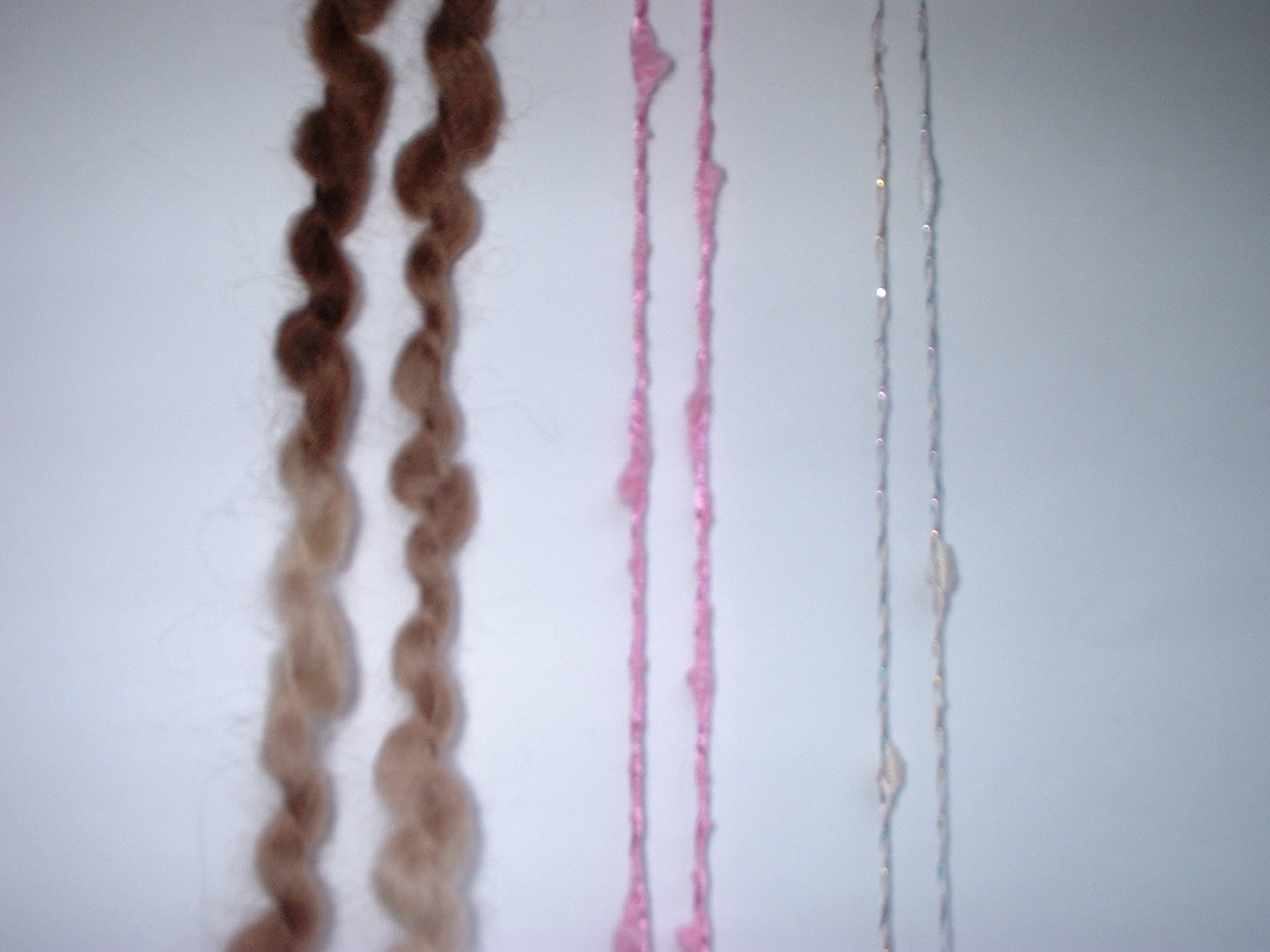
Przędza ozdobnie nitkowana

## Charakterystyka
Najważniejszymi cechami przędzy są:
- surowiec (wełna, len, bawełna itp.), z którego wykonano przędzę
- sposób wytworzenia przędzy (czesankowa, zgrzebna)
- grubość (numer przędzy)
- wielkość (liczba skrętów/1 m) i kierunek skrętu (S lub Z)
- wytrzymałość
- stopień nierównomierności
- sprężystość

Na przykład zapis:
- Przędza wełniana Tex 20 S 450 – oznacza przędzę wełnianą, pojedynczą o numerze Tex 20, 450 skrętów na metr, o kierunku S (dawniej nazywany prawym).
- Przędza bawełniana Tex 20 SZ 450/2 S 140 – oznacza przędzę bawełnianą nitkowaną o 140 skrętach na metr, kierunek S, złożoną z dwóch przędz o numerze Tex 20 i 450 skrętów na metr, jedna o kierunku S, druga o kierunku Z (dawniej lewy).

## Podstawowe rodzaje przędz
- pojedyncze – stosowane najczęściej na wątek lub osnowę przeznaczoną do klejenia oraz pewną odmianę nici (fastryga), do wstępnego zszywania odzieży w krawiectwie.
- nitkowane, łączone – przeznaczone na osnowy i wątek tkanin, dzianiny, lub po odpowiedniej obróbce na nici krawieckie, sznury, liny[1].
- ozdobnie nitkowane – przeznaczone na wyroby włókiennicze, odzieżowe, dekoracyjne i pasmanteryjne

## Przygotowanie przędzy
Przędza opuszcza przędzalnię w stanie surowym. W tym stanie jest używana do produkcji niektórych wyrobów, ale w większości poddawana jest najpierw procesowi wykończenia. Generalną zasadą jest przewijanie przędzy po każdym procesie. Ma to na celu wyeliminowanie błędów lub uszkodzeń przędzy podczas wykończania (bielenie, farbowanie), skręcania czy innych procesów. Powstaje przy tym pewna ilość odpadów, ale jest to zabieg poprawiający jakość przędzy i nawojów. W zależności od tego na jaki rodzaj wyrobów przędza jest przeznaczona, musi przejść odpowiednie procesy przygotowawcze. Niektóre wyroby nie wymagają wykonania wszystkich wymienionych procesów, otrzymuje się wówczas przędze o nieco innych parametrach. W przygotowaniu do tkania dla niektórych tkanin zupełnie zbędny jest proces nitkowania, w dziewiarstwie również. Niektóre nici krawieckie wykonywane są również z pominięciem procesu opalania, klejenia czy wykurczania.

### Do tkania
Wszystkie procesy przygotowania przędzy dla tkalni przeprowadza dział przygotowawczy tkalni. Jego zadania to:
- przewijanie – usunięcie błędów przędzy, np. niewłaściwych węzłów lub powstałych w procesach bielenia lub farbowania
- nitkowanie – skręcanie
- snucie osnów
- cewienie wątku

### Do dziania
Przędza przeznaczona dla dziewiarstwa wymaga nieco więcej dodatkowych procesów i modyfikacji. Te procesy to:
- łączenie – zwiększenie równomierności, usunięcie zgrubień i pocienień
- przewijanie z cewek łączniarki na nawoje krzyżowe
- skręcanie – nitkowanie
- przewijanie z cewek skręcarki na nawoje krzyżowe
- stabilizacja – utrwalenie skrętu
- parafinowanie (woskowanie).

### Na nici do szycia
Ze względu na to, że nici krawieckie muszą być mocne, gładkie, nie mogą się odbarwiać, kurczyć w trakcie użytkowania wyrobów odzieżowych, ich przygotowanie wymaga większej ilości zabiegów dodatkowych. Są to:
- przewijanie – usunięcie błędów przędzy powstałych w poprzednich procesach
- dokręcanie – zwiększenie ilości skrętów
- łączenie – zwiększenie równomierności, usunięcie zgrubień i pocienień
- skręcanie – zwiększenie wytrzymałości
- opalanie – usunięcie wystających włókienek
- wykurczanie
- przewijanie po poprzednich procesach
- stabilizacja – utrwalenie skrętu
- klejenie – przyklejenie pozostałych włókienek zwiększenie gładkości
- nawijanie na nawoje handlowe (szpule)

Podobnym procesom poddawane są przędze z przeznaczeniem na kordy, z których wykonuje się sieci rybackie, zbrojenia opon, taśm przenośników, pasów transmisyjnych. Osobną grupą są przędze fantazyjne, służące do produkcji tkanin lub dzianin o specjalnych efektach wizualnych.

## Zastosowanie
Przędza jest podstawowym składnikiem prawie wszystkich typów wyrobów włókienniczych, z wyjątkiem niektórych włóknin. Z przędzy produkuje się więc tkaniny, dzianiny, koronki, plecionki, sznury, liny. Przędza jest też produktem handlowym, sprzedawanym w ilościach hurtowych i detalicznych. W pasmanteriach sprzedawane są różnego rodzaju włóczki, nici, ozdobne sznury itp.